# La Maison de Zaza
La Maison de Zaza est une comédie de Gaby Bruyère, créée en 1971 au théâtre des Nouveautés dans une mise en scène de Robert Manuel.
La saison suivante, la pièce est adaptée par Darry Cowl qui en fait une comédie musicale, Madame Pauline, hommage à Pauline Carton.

## Résumé
Yolande de Zarogan, dite Zaza, est contrainte de travailler pour rembourser les dettes qu'a laissées à sa mort son mari, le général Hervé de Zarogan. Écuyère accomplie, elle croit avoir trouvé son bonheur quand elle tombe sur un club privé à vendre sur une île tropicale, baptisé Tous en selle. Décidée à le transformer en club hippique huppé, elle réunit ses dernières économies pour l'acheter et part s'y installer avec son ordonnance Adrien. Mais sur place, elle découvre qu'il s'agit d'un club d'un tout autre genre...

## Création
La Maison de Zaza est représentée pour la première fois le 17 septembre 1971 au théâtre des Nouveautés dans une mise en scène de Robert Manuel,. La pièce tient l'affiche pendant neuf mois. Initialement prévue pour le 18 juin, la dernière représentation est reportée au 1er juillet 1972.
Le succès est prolongé la saison suivante par Darry Cowl qui présente sous le titre de Madame Pauline une adaptation de la pièce en comédie musicale. Il en signe la musique et la mise en scène et confie la chorégraphie à Victor Upshaw, reconnu notamment pour son travail au Lido et au Crazy Horse.

## Principales productions

### La Maison de Zaza, théâtre des Nouveautés, 1971 (création)
(première le 17 septembre 1971)
Mise en scène de Robert Manuel, assisté d'Alain Faivre ; décors de Roger Harth, peints par Jean Bertin ; réalisation sonore de Fred Kiriloff ; costumes de Jane de Liege.
Avec : Mary Marquet (La Colonelle), Alfred Pasquali (Le Colonel), Robert Manuel (Adrien), Jacqueline Jefford (La générale Yolande de Zarogan dite Zaza), Rita Cadillac (Gladys), Catherine Allary (Kiki), Isabelle Vaimant (Fleur de Pêcher), Axelle Abbadie (Lola), Laure Moutoussamy (Touloué), Angelo Bardi (Flavio), Georges Blaness (Le Chacal), Michel Lacombe (Le Coyotte), Louis Veyrié (La Hyène)

## Adaptation

### Madame Pauline, théâtre des Variétés, 1972 (création)
(première le 9 décembre 1972)
Mise en scène et musique de Darry Cowl, chorégraphie de Victor Upshaw
Avec : Noëlle Musard (La Colonelle), Robert Vattier (Le Colonel), Gaston Vacchia (Adrien), Dora Doll (La Générale Yolande de Zarogan dite Zaza), Rita Cadillac (Gladys), Catherine Allary (Kiki), Marie-Georges Pascal (Fleur de Pêcher), Anne Kerylen (Lola), Aline Mess (Touloué), Angelo Bardi (Flavio), Georges Blaness (Le Chacal), Yvonne Fontes (Manie-le-Fouet), Christele Bornat (Java), Pauline Carton (Madame Pauline)